# Achim Werres
Achim Martin Werres (* 3. März 1967 in Bonn) ist ein Brigadegeneral der Bundeswehr und seit Oktober 2023 Abteilungsleiter J2 im Kommando Cyber- und Informationsraum in Bonn sowie Director des Joint Intelligence Center/J2 der Bundeswehr.

## Militärische Laufbahn

### Ausbildung und erste Verwendungen
Nach dem Abitur 1986 trat Werres in die Bundeswehr ein und durchlief als Offizieranwärter die Offizierausbildung zum Offizier des Truppendienstes der Fernmeldetruppe EloKa an verschiedenen Standorten. Von 1989 bis 1993 studierte er Pädagogik an der Universität der Bundeswehr Hamburg und wurde Diplom-Pädagoge. Ab 1993 folgten eine erste Verwendungen als S2-Offizier, Zugführer und Kompaniechef im Fernmelderegiment 320 in der Burgwald-Kaserne in Frankenberg (Eder). Von 1999 bis 2001 nahm Werres am 42. Generalstabslehrgang Heer an der Führungsakademie der Bundeswehr in Hamburg teil, wo er zum Offizier im Generalstabsdienst ausgebildet wurde.

### Dienst als Stabsoffizier
2001 wurde Werres G6-Stabsoffizier Konzeption im Heeresamt in der Konrad-Adenauer-Kaserne in Köln. Anschließend war er ab 2003 Referent für Militärisches Nachrichtenwesen und Führungsfähigkeit im Referat 2 der Stabsabteilung III des Führungsstabs des Heeres im Bundesministerium der Verteidigung auf der Hardthöhe in Bonn. Ab 2005 folgte der Dienst als G3-Stabsoffizier Einsatzplanung im Heeresführungskommando in der Falckenstein-Kaserne in Koblenz.
Von Mitte 2006 bis Juli 2008 führte Werres das 2013 aufgelöste Bataillon Elektronische Kampfführung 922 in der Alfred-Delp-Kaserne in Donauwörth als 17. Kommandeur und war zugleich Standortältester. Ihm folgte nach 719 Tagen Stehzeit Oberstleutnant Reinhard Bussler nach.
Nach dieser Verwendung wechselte Werres ins Einsatzführungskommando der Bundeswehr in der Henning-von-Tresckow-Kaserne in Schwielowsee bei Potsdam, wo er J2-Stabsoffizier Leiter Einsatzteam Afghanistan wurde. Ab 2010 war Werres als Oberstleutnant i. G. Referent Militärisches Nachrichtenwesen im Referat 3 der Stabsabteilung II des Führungsstabs der Streitkräfte im Bundesministerium der Verteidigung im Bendlerblock in Berlin. Im Jahr 2012 wurde das Bundesministerium der Verteidigung umgegliedert und der Führungsstab der Streitkräfte aufgelöst. Werres diente fortan im Referat 3 (Krisenfrüherkennung, Risiko- und Bedrohungsbeurteilung weltweit) der Unterabteilung I der Abteilung Strategie und Einsatz (SE I 3). Im Anschluss folgte ab 2013 der Einsatz als Referatsleiter Einsatz und G3-Stabsoffizier im Kommando Streitkräftebasis auf der Hardthöhe in Bonn. In den Jahren 2015 und 2016 war Werres stellvertretender Abteilungsleiter J2 im Multinationalen Kommando Operative Führung in der Wilhelmsburg-Kaserne in Ulm. 2016 kehrte Werres als Referatsleiter SE I 3 ins Bundesministerium der Verteidigung zurück.

### Dienst als General
Im Juli 2019 übernahm Werres die Unterabteilung Strategie und Einsatz I im Bundesministerium der Verteidigung, in der er schon als Referent und Referatsleiter gedient hatte, von seinem Vorgänger Brigadegeneral Jürgen Brötz. Auf diesem Dienstposten wurde auch Werres zum Brigadegeneral ernannt. Auf diesem Dienstposten oblag ihm die Gesamtverantwortung für das Militärische Nachrichtenwesen der Bundeswehr. Die Dienststellung ist im internationalen Verständnis der deutsche „Defence Intelligence Director“. In seiner Funktion als Unterabteilungsleiter SE I war Werres zudem stellvertretender Vorsitzender des Beirates des Studiengangs Master in Intelligence and Security Studies, der von Soldaten insbesondere aus dem Bereich Militärisches Nachrichtenwesen besucht wird. Seit Oktober 2023 ist Werres als Abteilungsleiter J2 im Kommando Cyber- und Informationsraum in Bonn eingesetzt und zugleich Director des Joint Intelligence Center/J2 der Bundeswehr.

### Auslandseinsätze
- 1997: Kompaniechef EloKa-Kompanie Multinationale Division Südost, SFOR, Bosnien und Herzegowina
- 2015: Leiter Deutsches Verbindungselement zum Hauptquartier Combined Joint Task Force – Operation Inherent Resolve, Kuwait

## Privates
Werres ist verheiratet und hat zwei Söhne, die ebenfalls Offiziere sind.